# آنکازوتسیفانتاترا
آنکازوتسیفانتاترا (به لاتین: Ankazotsifantatra) یک منطقهٔ مسکونی در ماداگاسکار است که در ماهانورو واقع شده‌است. آنکازوتسیفانتاترا ۹٬۸۸۰ نفر جمعیت دارد.